# تیلاپیا

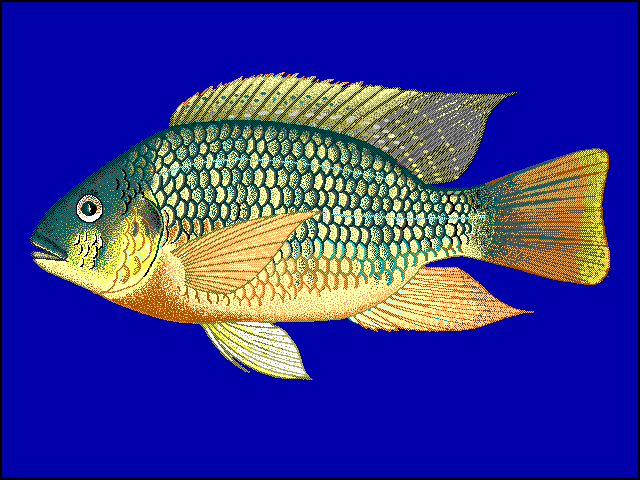

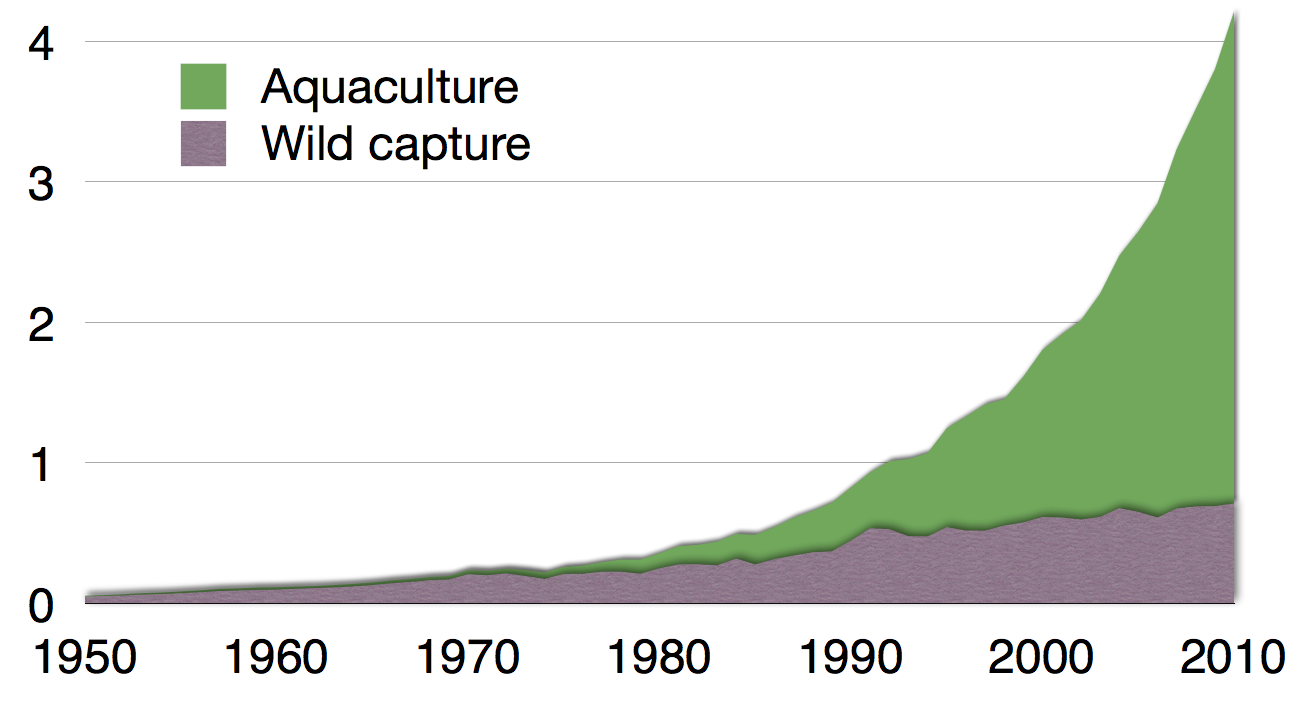
استحصال تیلاپیای پرورشی (سبز) و طبیعی به میلیون تن. گزارش فائو

تیلاپیا، (به انگلیسی: Tilapia) نام عمومی حدود ۱۰۰ گونه از ماهی‌های خانواده سیکلید، متعلق به راسته سوف‌ماهیان است. این ماهی‌ها در رودها، تالاب‌ها، آبگیرها و دریاچه‌ها و عموماً در آب شیرین زندگی می‌کنند اما برخی گونه‌ها در آب‌های لب‌شور نیز یافت می‌شوند. تیلاپیا به‌دلیل تهیهٔ آسان، قیمت پایین و طعم مناسب، از مهم‌ترین و محبوب‌ترین ماهیان پرورشی خوراکی است و در سال ۲۰۰۲، چهارمین ماهی پُرمصرف در ایالات متحده بوده است.
تیلاپیا یکی از مهم‌ترین گونه‌های مهاجم شناخته شده در جهان است که به‌طور اتفاقی یا به‌صورت گونه‌ای معرفی‌شده، وارد آب‌های مناطق گرمسیر جدیدی مانند استرالیا شده است. این ماهی به دلیل همه‌چیزخوار بودن، تکثیر زیاد و مقاومت بالا نسبت به شرایط محیطی، توانایی بالایی برای زیستن در محیط‌های جدید دارد.
ماهی تیلاپیا یک ماهی آب شیرین با گوشت سفید و طعم ملایم است که به دلیل اقتصادی بودن و ارزش غذایی بالا، به یکی از مهم‌ترین تغذیه‌های دریایی انسان در قرن بیست و یکم تبدیل شده است. این ماهی گیاهخوار است و از فیتوپلانکتون‌ها و گیاهان آبزی تغذیه می‌کند، اما در پرورش با پلت‌های غذایی حاوی پروتئین‌های حیوانی و گیاهی نیز سازگار است. تیلاپیا دارای کالری کم و پروتئین بالا است و سطح بالایی از اسیدهای چرب امگا ۶ و امگا ۳ دارد. سازمان غذا و داروی ایالات متحده آمریکا مصرف دوبار در هفته این ماهی را توصیه می‌کند.
ماهی تیلاپیا به دلیل گرمابی بودن به دمای آب ۲۸ تا ۳۰ درجه سانتیگراد جهت پرورش بهینه نیاز دارد لذا پرورش آن در کلیه منابع آبی تأمین‌کننده این محدوده دمایی مجاز است. استان یزد به عنوان قطب تولید، تکثیر و پرورش ماهی تیلاپیا در ایران شناخته می‌شود و در سال ۱۴۰۲، ۵۵۰ تن تیلاپیا در این استان تولید شده است.

## زیستگاه
زیستگاه اصلی این ماهی شرق آفریقا به ویژه کنیا است. ژاپنی‌ها به عنوان ماهی خوراکی تیلاپیا را از مالزی به کشور خود بردند و به عنوان گونه پرورشی معرفی کردند. امروزه تیلاپیا در ژاپن، روسیه، هند و بخش‌هایی از آمریکا و اروپا و ایران پرورش داده می‌شود.
تیلاپیا به دلیل مقاومت بالایی که دارد معمولاً رقیب جدی سایر گونه‌های بومی می‌شود. این ماهی کوچک که در سال ۱۳۹۰ برای نخستین بار وارد کارون شده بود، سپس به همه رودخانه‌ها و تالاب‌های خوزستان رسید. ۶۰ تا ۷۰ درصد صید در تالاب شادگان را ماهی تیلاپیا تشکیل می‌دهد. در ابتدا فقط نوع تیلاپیا «زیلی» در آب‌های خوزستان شناسایی شده بود اما اکنون دو نوع دیگر «اورئوس» و «نیل» هم در رودخانه‌ها و تالاب‌های استان گزارش شده است. شورای پدافند غیرعامل خوزستان، در سال ۱۳۹۵ آن را به عنوان یکی از تهدیدات زیستی خوزستان معرفی کرده است. سازمان شیلات قصد پرورش این ماهی در مناطق کویری ایران را دارد.

## تغذیه
بیشتر تیلاپیاها میکروفیت‌خوار هستند اما تعدادی از آن‌ها گیاهان آلی‌تر را ترجیح می‌دهند و در محل‌هایی که دیگر گونه‌های پرورشی از پلانکتون‌ها تغذیه می‌کنند از گیاهان آلی استفاده می‌کنند. گونه‌هایی که خارهای آبششی کوتاه‌تر و زمخت تری دارند از ذرات غذایی بزرگتر تغذیه می‌کند. در جیره غذایی تیلاپیا می‌توان از پرتئین گیاهی به مقدار بالا استفاده کرد به همین خاطر قیمت تمام شده آن می‌تواند ارزان‌تر از سایر گونه‌های پرورشی تمام شود

## شرایط فیزیکی‌شیمیایی
ماهی تیلاپیا شوری‌پذیر است و می‌تواند در آب دریا نیز زندگی کند. برخی گونه‌های آن در آبهای لب شور یافت می‌شوند. آن‌ها کمتر حالت تهاجمی دارند و اگر گاهی از آن‌ها این رفتار دیده شود به‌دلیل عوامل جنسی، دما و تراکم جمعیت می‌باشد. محدوده دمای بهینه رشد آن‌ها ۲۵ تا ۳۰ درجه سانتی گراد است و در این دماها تخم ریزی می‌کنند. حد کشنده دمایی آن‌ها زیر ۹ درجه سانتی‌گراد است. این نوع ماهی مقاوم به انواع بیماری می‌باشد

## تولید مثل
برای انجام تخم‌ریزی نیاز به ۲۵ تا ۳۰ عدد ماهی ماده و حدود ۱۲ تا ۱۵ نر در هر ۱۰۰۰ متر مربع می‌باشد. دمای آب لازم است بالای ۲۵ تا ۳۰ سانتی گراد باشد لاروها در سن ۴ تا ۵ ماهگی با طولی معادل ۶ تا ۱۰ سانتی‌متر بالغ می‌شوند. در آب و هوای معتدله تولید مثل در حدود ۲ ماه متوقف می‌شود. مولدین تیلاپیا جمعیت خود را تا حد اشباع استخر افزایش می‌دهند. برای جلوگیری از این عمل روش‌های زیر پیشنهاد می‌گردد: کاهش مدت زمان رشد ماهی، استفاده از ماهیان شکارچی و تفکیک مولدین و لاروها.